# Supercupa României la volei feminin
Supercupa României la volei este o competiție de volei organizată de Federația Română de Volei. Este disputată de campionii Diviziei A1 și Cupei României. Până în prezent, campioanele cu cele mai multe titluri sunt cele de la CSM Volei Alba Blaj cu 2 supercupe.

## Istorie
Pentru prima dată la Timișoara, în 2016, Supercupa României la volei feminin a fost câștigată de CSM Târgoviște. Deținătoarea Cupei României la volei feminin 2016 a învins-o pe CSM Volei Alba Blaj, campioana Campionatului României la volei feminin - Divizia A1, din același an, cu rezultatul de 3-2 (25-20, 15-25, 25-20, 18-25, 15-6).
În meciul jucat joi, 30 septembrie, 2021, la Brașov, echipa din Blaj a învins cu scorul de 3-1 (25-15, 22-25, 25-15, 25-16) pe CSM Târgoviște, la capătul unui meci pe care, cu excepția setului secund, l-a avut tot timpul sub control.
Formația lugojeană, pregătită de Uglješa Šegrt, a cucerit Supercupa României la volei feminin, ediția 2022, primul trofeu din istoria sporturilor de echipă din Lugoj. CSM Lugoj a reușit, în debut de sezon, un turneu Final Four de excepție, câștigând ambele meciuri disputate la Mioveni:
- 3-1 (25-22, 23-25,28-26, 25-23) cu campioana României, CSM Volei Alba Blaj, în semifinale;
- 3-0 (25-21, 25-23, 25-22) cu CSO Voluntari 2005, medaliata cu bronz în ediția trecută a Diviziei A1, în finala competiției.

La Sala Polivalentă din București, septembrie 29, 2024, CSO Voluntari a învins cu scorul de 3-0 (25-23, 25-20, 25-17) pe CSM Târgoviște, la capătul unui meci în care campioanele nu au avut nici o emoție în a se impune.

## Palmares
| Club                | Supercupe | Ediții câștigătoare | Finale |
| ------------------- | --------- | ------------------- | ------ |
| CSM Volei Alba Blaj | 2         | 2021, 2023          | 1      |
| CSM Târgoviște      | 1         | 2016                | 2      |
| CSM Lugoj           | 1         | 2022                | 1      |
| CSO Voluntari 2005  | 1         | 2024                | 1      |